# Adysângela Moniz
Adysângela Moniz (ur. 9 maja 1987 na wyspie Santiago) – pochodząca z Republiki Zielonego Przylądka judoczka, uczestniczka igrzysk olimpijskich.
Moniz startuje w wadze ciężkiej (powyżej 78 kg). W 2012 roku zakwalifikowała się na Igrzyska w Londynie, dzięki czemu stała się drugą kobietą ze swojego kraju, która wystąpiła na imprezie tej rangi. Jednocześnie była pierwszą, która dostała się na igrzyska dzięki własnym osiągnięciom, nie zaś dzięki rozdawaniu krajowych dzikich kart. Przed igrzyskami była sklasyfikowana w pierwszej dziesiątce zawodniczek w Afryce (czym zagwarantowała sobie nominację Afrykańskiej Unii Judo) oraz na 83. miejscu na świecie.
Podczas ceremonii otwarcia Igrzysk pełniła rolę chorążej swojej reprezentacji. W samym konkursie odpadła już w 1/8 finału, przegrywając w swojej pierwszej walce z późniejszą złotą medalistką, Kubanką Idalys Ortíz (103 TGO:0002).
| Igrzyska    | Konkurencja | 1/16              | 1/8                     | Ćwierćfinał       | Półfinał          | Repasaż 1         | Repasaż 2         | Finał   | Finał   |
| Igrzyska    | Konkurencja | Przeciwnik Punkty | Przeciwnik Punkty       | Przeciwnik Punkty | Przeciwnik Punkty | Przeciwnik Punkty | Przeciwnik Punkty | Miejsce | Miejsce |
| ----------- | ----------- | ----------------- | ----------------------- | ----------------- | ----------------- | ----------------- | ----------------- | ------- | ------- |
| Londyn 2012 | + 78        | BYE               | Idalys Ortíz P 0002-103 | NQ                | NQ                | NQ                | NQ                | NQ      | NQ      |